# Maomé Aljazuli

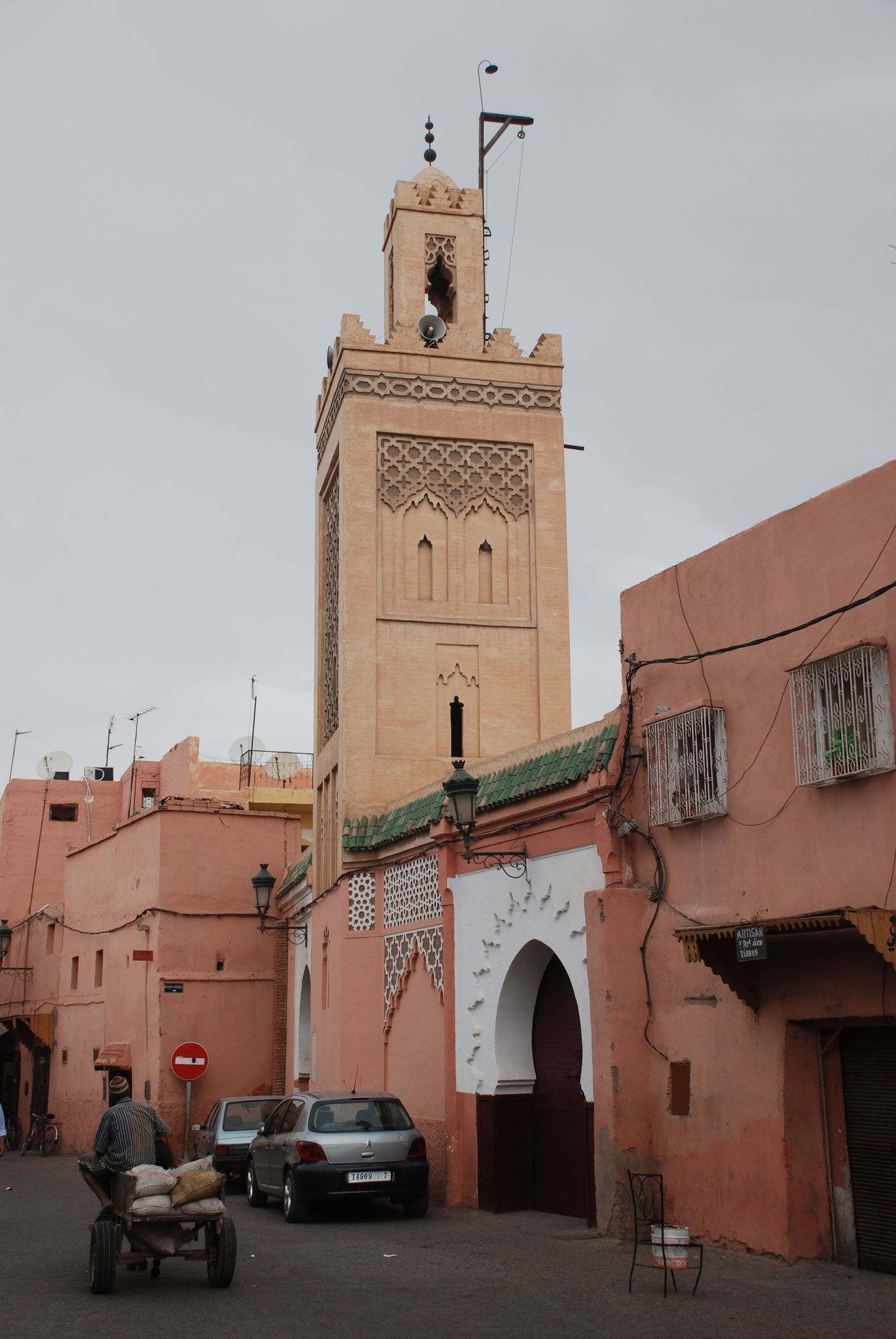
Mausoléu de Ben Slimane (Aljazuli)

Sidi Maomé ibne Soleimão Aljazuli de Simlal (Sidi Muhammad ibn Sulayman al-Jazuli al-Simlali), conhecido simplesmente como Aljazuli (al-Jazuli ou al-Ajzouli), Maomé Aljazuli (Muhammed al-Jazuli), Imã Aljazuli, ou ainda Sidi Maomé ibne Eslimane (Sidi Muhammad ben Slimane ; m. 1465) foi um líder sufista da tribo berbere dos Jazula. É famoso por ter compilado o Dala'il al-Khayrat, um livro de orações muçulmanas extremamente popular. É também conhecido como um dos "Sete Santos de Marraquexe".

## Biografia
Aljazuli viveu na região histórica do Suz, no sul de Marrocos, situada entre o Oceano Atlântico e as montanhas do Alto Atlas e Antiatlas. Estudou localmente antes de ir para o madraçal de Safarine em Fez, onde o seu quarto ainda é apontado aos visitantes atuais. Em Fez, decorou obras legais usul al-fiqh e maliquita, como o Mukhtasr al-Far’i de ibne Hájibe e Al-Mudawwana al-Kubra de Sanune ibne Saíde. Também conheceu o famoso jurista e místico xeque Amade Zarruque.
Depois de instalar num feudo tribal, abandonou-o e passou os quarenta anos seguintes em Meca, Medina e Jerusalém. Depois da sua longa jornada, voltou a Fez onde completou o livro de orações Dala'il al-Khayrat.
Foi iniciado na Tariqa Chadhiliyya, uma irmandade sufista, por um descendente de Abu Abedalá Maomé Angar, o xeque dos Banu Amgar. Passou 14 anos em Khalwa (seclusão) e depois foi para Safim, onde juntou muitos seguidores. O governador de Safim sentiu-se obrigado a expulsá-lo e posteriormente mandou envenená-lo, o que provocou a sua morte em 1464 ou 1465. Diz-se que morreu enquanto fazia as suas orações. O seu túmulo em Afugal tornou-se o centro da  resistência dos saadianos contra os portugueses. O grande respeito por Aljazuli levou ao fundador da dinastia saadiana, Abu Abedalá Alcaim, a escolher Afugal como a sua residência.
Setenta anos depois da morte de Aljazuli, em 1541, o seu corpo foi exumado para ser trasladado para Marraquexe e descobriu-se que estava incorrupto. O sultão Amade Alaraje (1486-1557) mandou construir um mausoléu para Aljazuli na parte norte da almedina de Marraquexe. O mausoléu foi aumentado e parcialmente reconstruído durante o reinado dos sultões Mulei Ismail (r. 1672–1727) e de Maomé III (r. 1757–1790).